# Vecchio seduto
Vecchio seduto è un affresco rinvenuto nella villa Arianna a Stabia e custodito all'interno del Museo archeologico nazionale di Napoli.

## Storia
L'affresco venne dipinto in età neroniana, nel periodo compreso tra il 54 e il 69, durante i lavori di restauro della villa, lungo la parte destra della zoccolatura della parete sinistra nel cosiddetto triclinio 7, stesso ambiente dove erano raffigurati altri soggetti seduti come Donna seduta, Donna che si pettina e Giovane seduto. Fu rinvenuto tra il 15 e il 22 marzo 1760 e successivamente staccato per ricavarne un quadretto.

## Descrizione
L'affresco raffigura un vecchio barbuto, seduto in un ambiente con soffitto a cassettoni, che reca tra le mani un bastone, su cui si poggia, nell'atteggiamento tipico dei filosofi. La parte superiore del corpo si presenta nuda: dato il cattivo stato di conservazione della parte inferiore, non è possibile dedurre se avesse un mantello oppure meno, mentre i piedi sono invece ancora sulla parete di provenienza dell'affresco.